# Nationaal park El Feidja
Het Nationaal park El Feidja (Arabisch: المحمية الوطنية بالفايجة, Frans: parc national d'El Feija) is een nationaal park in het noordwesten van Tunesië, in het gouvernement Jendouba. Het park is 2.765 hectare groot en is het leefgebied van vele dieren, waaronder het atlashert, Afrikaanse wolf en het Noord-Afrikaans wild zwijn.
Het nationaal park El Feidja biedt een mooi landschap, met vele bossen, bergen, natuurlijke bronnen en meren, waar vele bedreigde soorten bewaard zijn gebleven. Het park is ook een zeer belangrijke archeologische vindplaats.
Sinds 2008 is het park door Tunesië genomineerd voor de UNESCO-Werelderfgoedlijst.

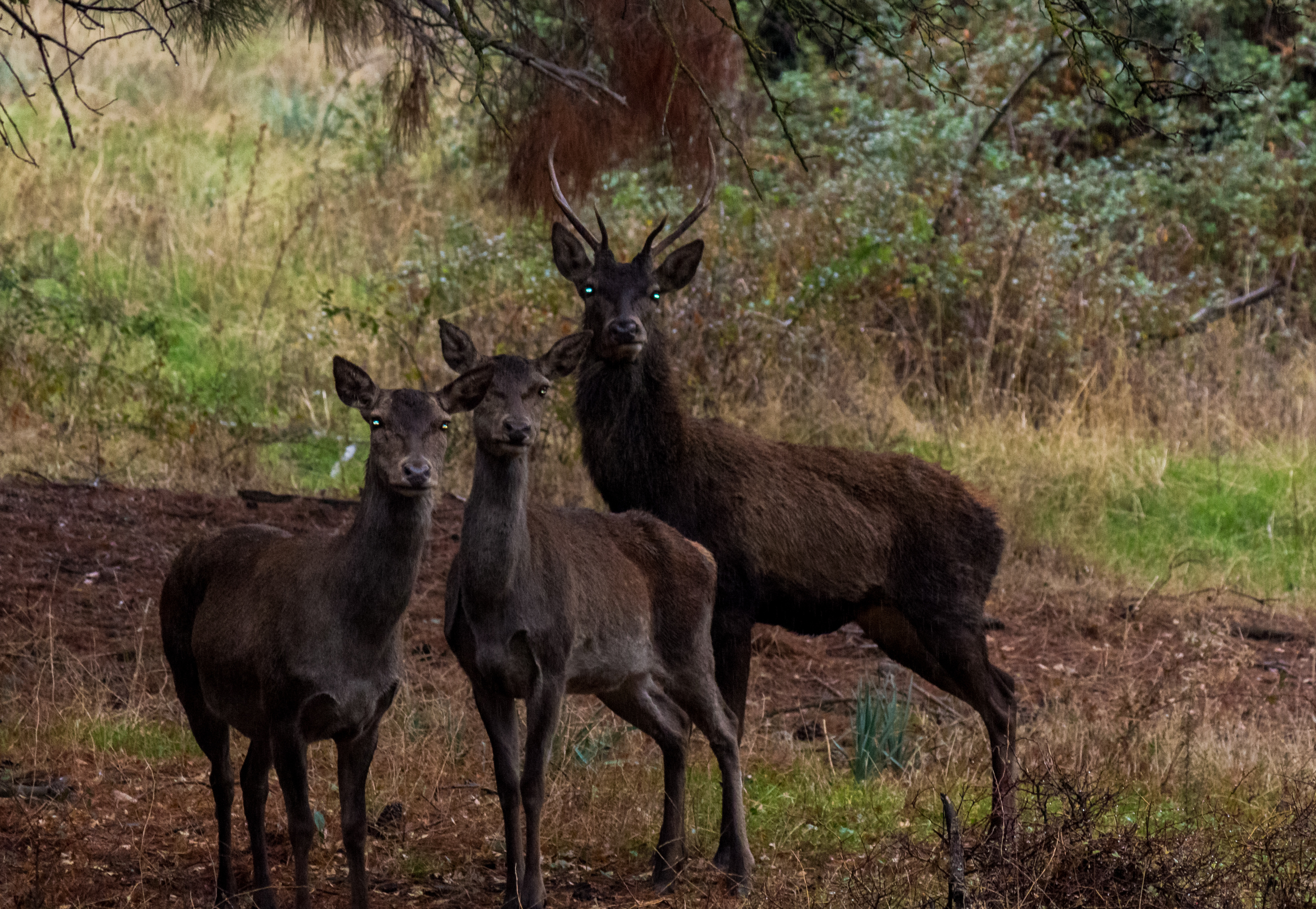
Kudde atlasherten in het park
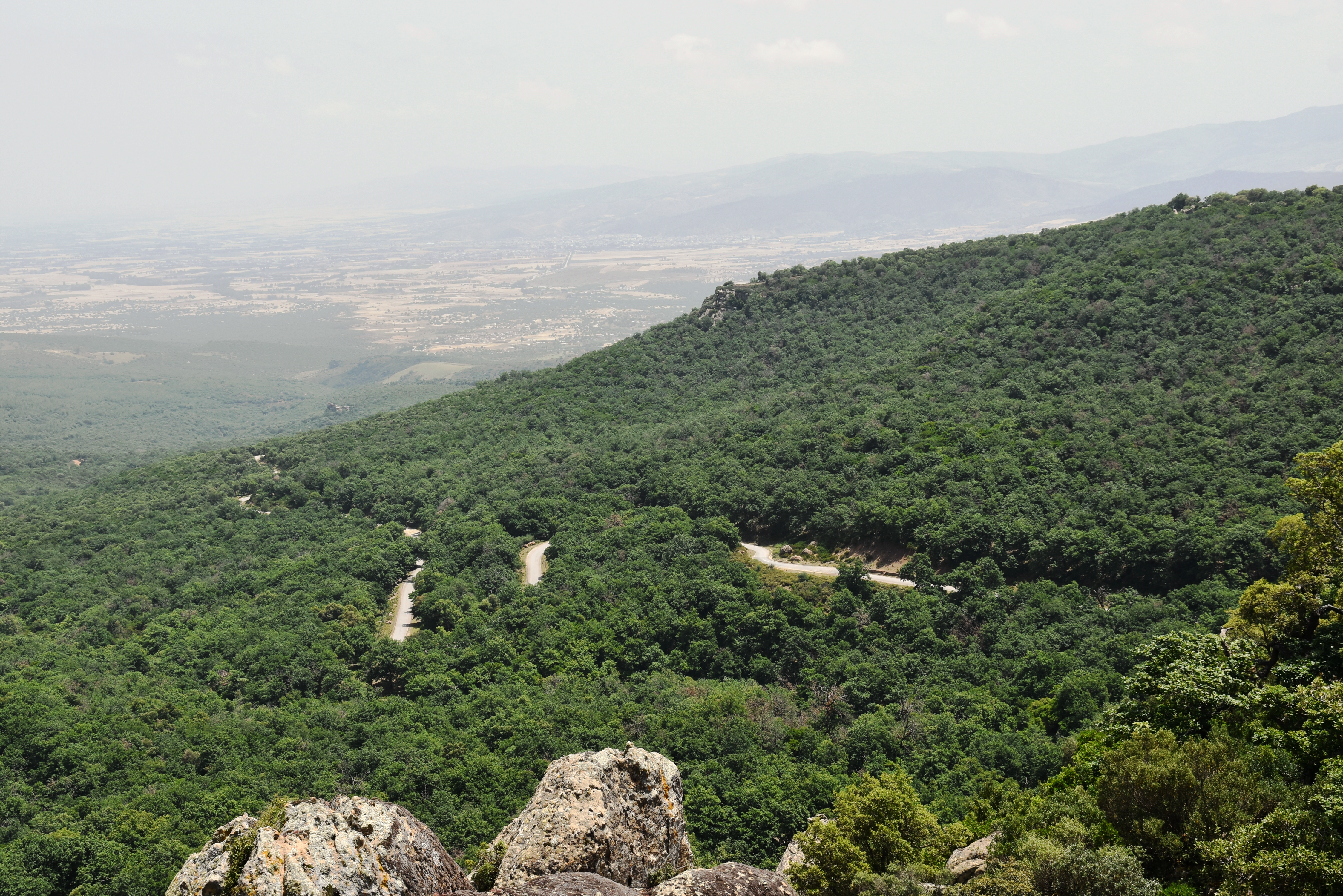
Overzicht over het park
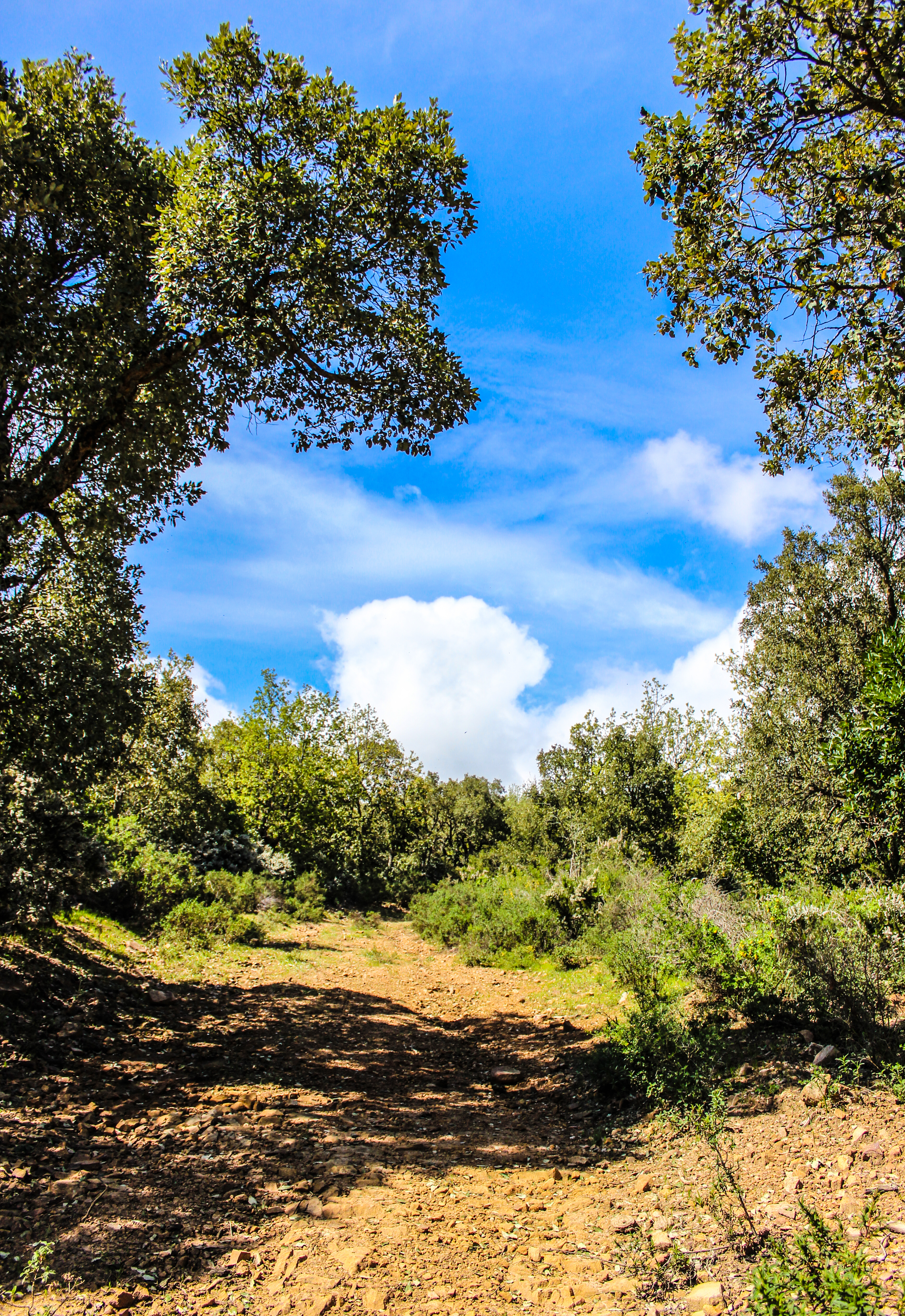
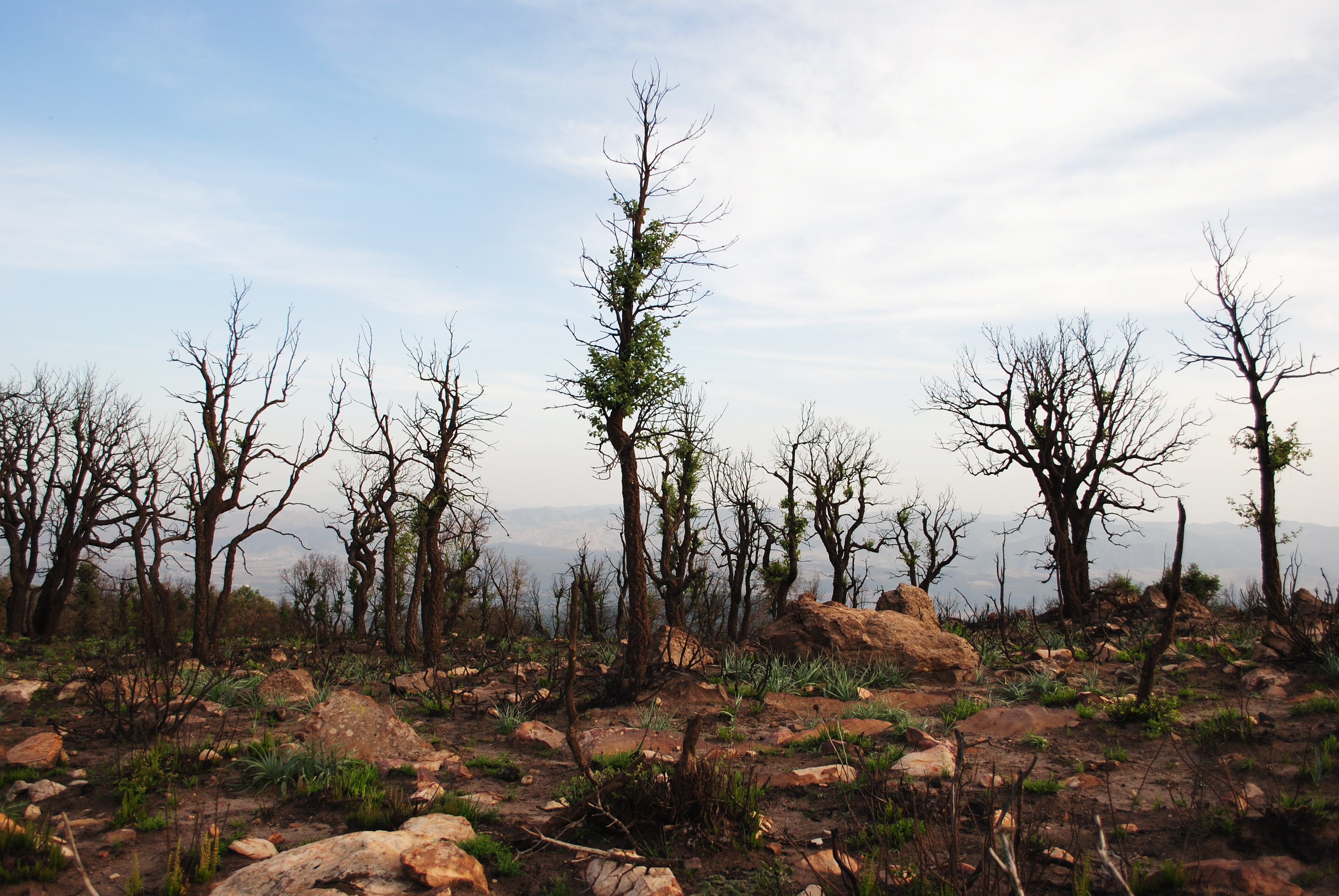
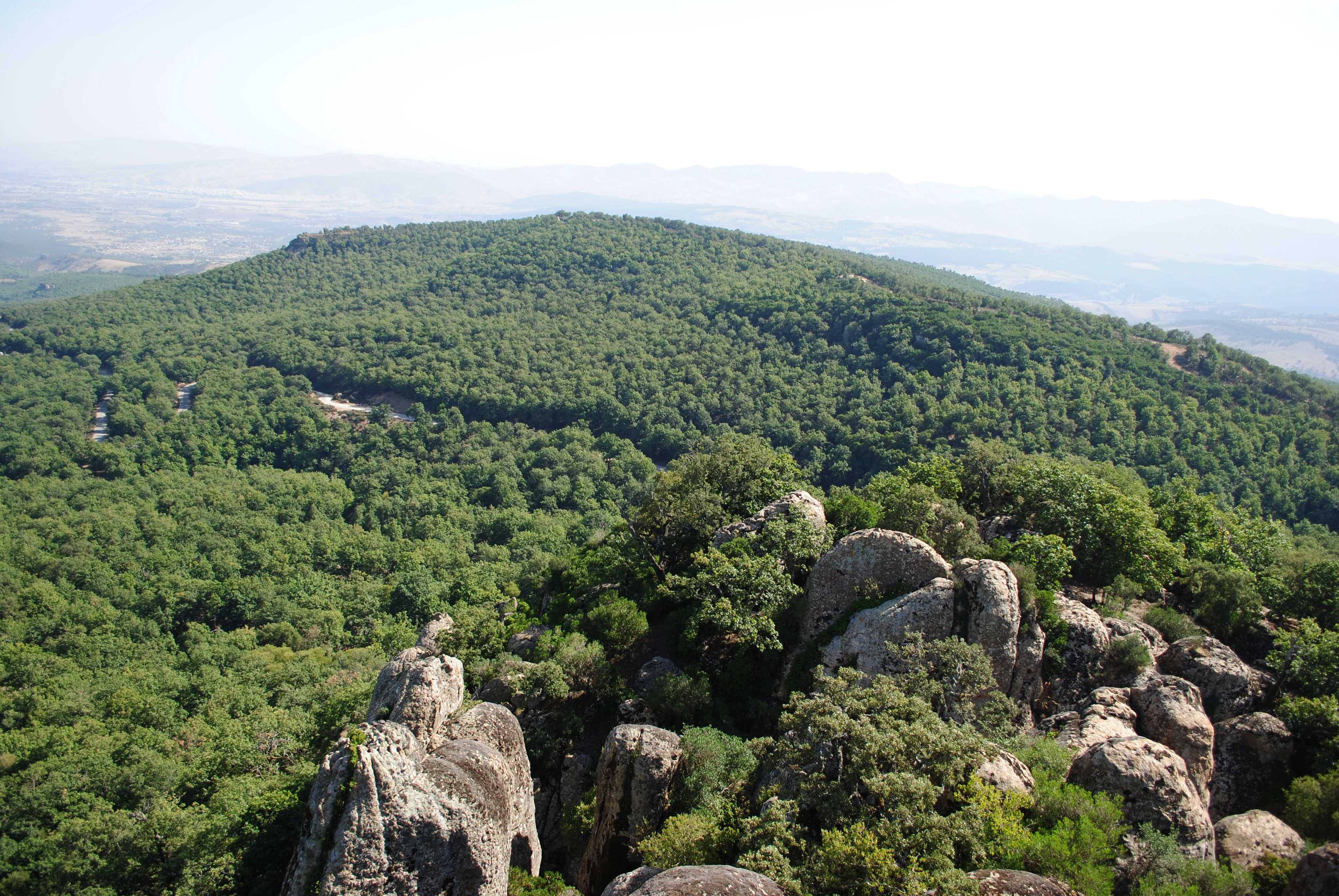